# بريت أندرسون (لاعب كرة قاعدة)
بريت أندرسون (بالإنجليزية: Brett Anderson)‏ هو لاعب كرة قاعدة أمريكي، ولد في 1 فبراير 1988 في مدلاند في الولايات المتحدة.

## وصلات خارجية
- بريت أندرسون على موقع دوري كرة القاعدة الرئيسي (الإنجليزية)
- بريت أندرسون على موقعبيزبول رفرنس.كوم (الدوري الرئيسي) (الإنجليزية)
- بريت أندرسون على موقعبيزبول رفرنس.كوم (الدوري الثانوي) (الإنجليزية)
- بريت أندرسون على موقع إي إس بي إن.كوم (أم.أل.بي) (الإنجليزية)
- بريت أندرسون على موقع مشجعي الرسوم البيانية (الإنجليزية)
- بريت أندرسون على موقع اللجنة الأولمبية الدولية (الإنجليزية)
- بريت أندرسون على موقع أوليمبيديا (الإنجليزية)